# Andrew D. Jackson
Pour les articles homonymes, voir Andrew Jackson (homonymie) et Jackson.
Andrew D. Jackson (né le 20 décembre 1941 à Orange (New Jersey)) est un physicien américain.

## Biographie
Jackson a étudié à l'université de Princeton et obtient une licence en 1963, une maîtrise en 1965 et un doctorat en physique en 1967. Il travaille ensuite à l'université du Sussex en tant que chercheur postdoctoral, puis devient professeur assistant à l'université de Stony Brook en 1968. Il y poursuit sa carrière jusqu'en 1995. Il sera par la suite engagé à l'Institut Niels Bohr
En 2018, il est le porte-parole d'un groupe de chercheur remettant en cause la découverte des ondes gravitationnelles par l'observatoire LIGO.